# George Dickson (rose)
‘George Dickson’ est un cultivar de rose thé obtenu en 1912 par le rosiériste britannique Alexander Dickson (1857-1949).

## Description
Il s'agit d'un beau rosier, aux fleurs rouge velouté tirant sur le rose profond, qui peut être conduit en buisson de 120-150 cm de hauteur ou en petit grimpant. Ce rosier est très remontant. Ces roses sont très doubles (36 pétales) et parfumées.
Les souches ont besoin d'être protégées par des feuilles mortes lorsque l'hiver est rigoureux. Sa zone de rusticité est de 6b à 9b. Il doit son nom au père de l'obtenteur. 
Ce rosier est l'un des parents de ‘Madame Antoine Meilland’ et de l'hybride de thé 'Southport' (McGredy, 1931) par croisement avec 'Souvenir de George Beckwith' (Pernet-Ducher, 1919).
Il est toujours commercialisé.